# John Browning
John Moses Browning (Ogden, 23 gennaio 1855 – Liegi, 26 novembre 1926) è stato un progettista statunitense che ha messo a punto numerose varietà di armi da fuoco, cartucce e meccanismi, molti dei quali ancora in uso in tutto il mondo, nonché fondatore della Browning Arms Company nel 1878.
È ritenuto il personaggio più importante nello sviluppo delle moderne armi da fuoco automatiche e semi-automatiche leggere, avendo ottenuto 128 brevetti, il primo dei quali gli è stato concesso il 7 ottobre 1879. Ha progettato armi, oltre che per la propria azienda, per la Winchester, la Colt, la Remington, la Savage Arms e soprattutto per la Fabrique Nationale Belga. 

## Biografia

### Origini e formazione

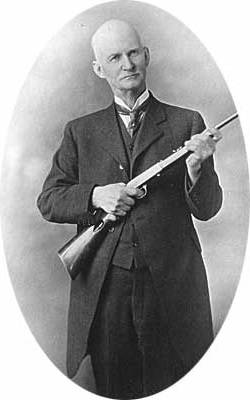
Browning in età matura

John Moses apparteneva alla Chiesa di Gesù Cristo dei Santi degli Ultimi Giorni e con loro intraprese una missione durata due anni in Georgia, iniziata il 28 marzo 1887.
Fin da giovane, Browning lavorò nel negozio del padre Jonathan, un armaiolo che aveva aperto il proprio negozio nel 1852 a Ogden. All'età di 23 anni, fondò la sua impresa e cominciò a fabbricare fucili a colpo singolo.

### La collaborazione con la Winchester
Questa produzione di Browning "single-shot" catturò l'attenzione della "Winchester Repeating Arms Company", che inviò un rappresentante per valutare la concorrenza. Winchester finì per acquistare la progettazione di Browning e la produzione venne spostata nella fabbrica in Connecticut.  

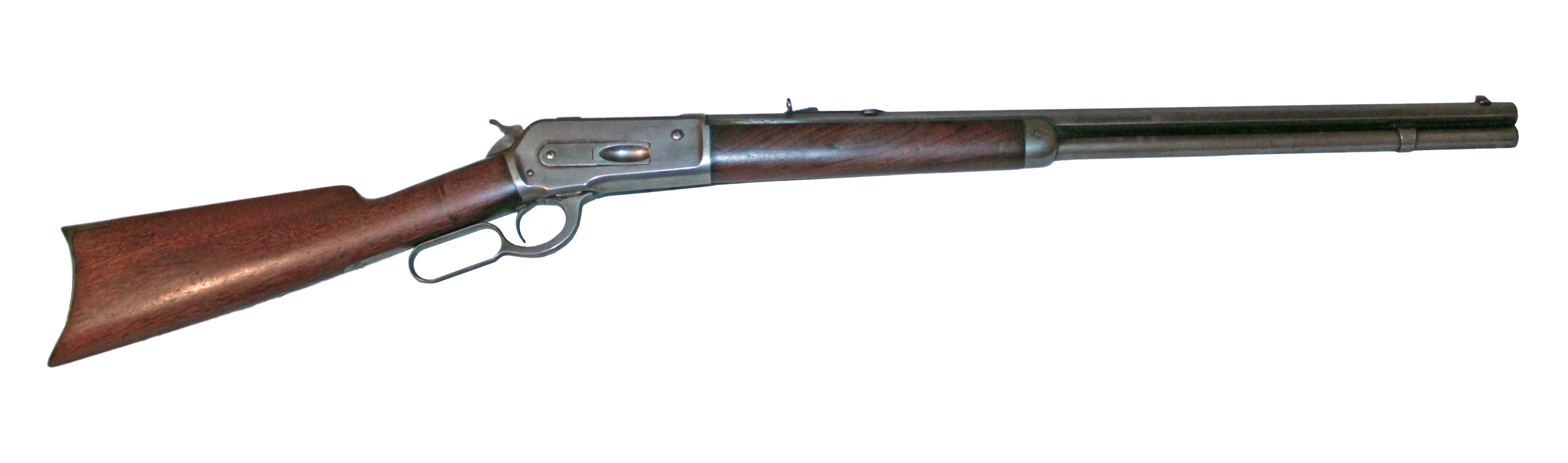
Winchester Model 1886

Dal 1883, Browning lavorò in collaborazione con Winchester e progettò una serie di fucili, in particolare il modello 1887 e il modello 1897. 
Il "falling-block" modello 1885 e quello a leva modello 1886, il modello 1892, il modello 1894 e i fucili modello 1895 sono ancora oggi in produzione da parte di altre case.

### La morte
Il 26 novembre 1926, mentre lavorava in Europa (in Belgio), su una pistola semiautomatica per la Fabrique Nationale di Liegi, prodotta poi col nome di FN Modèle 1910, morì di insufficienza cardiaca nell'ufficio di suo figlio Val Allen Browning.

## Le innovazioni
Browning ha influenzato il design di quasi tutte le categorie di armi da fuoco (soprattutto leggere). Ha inventato e compiuto notevoli miglioramenti nei fucili a colpo singolo, fucili a leva e fucili a pompa. I suoi contributi più significativi sono stati apportati nelle armi automatiche e nelle munizioni. Ha sviluppato la pistola automatica, grazie all'invenzione della meccanica "scarrellante", una tecnologia ancora in uso nella maggior parte delle pistole moderne. Ha inoltre sviluppato la prima mitragliatrice a ricircolo di gas, la Colt-Browning M1895. Altri modelli di successo includono la mitragliatrice Browning calibro 50, il Browning Automatic Rifle (B.A.R.), e il Browning Auto-5.

## Influenza
Una delle armi Browning più conosciute è stata la pistola FN Modello 1910, numero di serie 19074: nel 1914, Gavrilo Princip l'utilizzò (in calibro .32 ACP) per assassinare l'arciduca Francesco Ferdinando d'Austria e sua moglie, Sophie, il cui omicidio è ritenuto una delle cause scatenanti della prima guerra mondiale. La pistola è stata poi ritrovata nel 2004.

## Prodotti principali

### Armi da fuoco
- Browning Auto-5 fucile a canna liscia semiautomatico
- Browning M1917 mitragliatrice raffreddata ad acqua
- Browning Automatic Rifle M1918 - fucile mitragliatore
- Browning M1919 mitragliatrice raffreddata ad aria Browning M1919

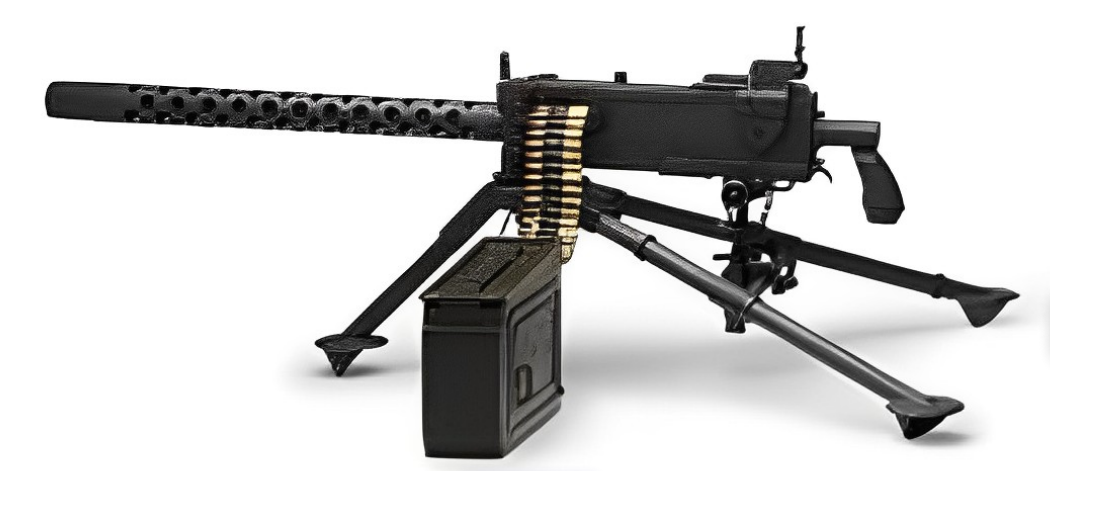
Browning M1919

- Browning M2 mitragliatrice calibro .50 del 1921
- Remington Model 24 fucile semi automatico (.22)
- Browning Hi-Power Browning HP 1971
- Browning Superposed
- Colt-Browning M1895 machine gun
- Colt Model 1897
- Colt Model 1900
- Colt Model 1902

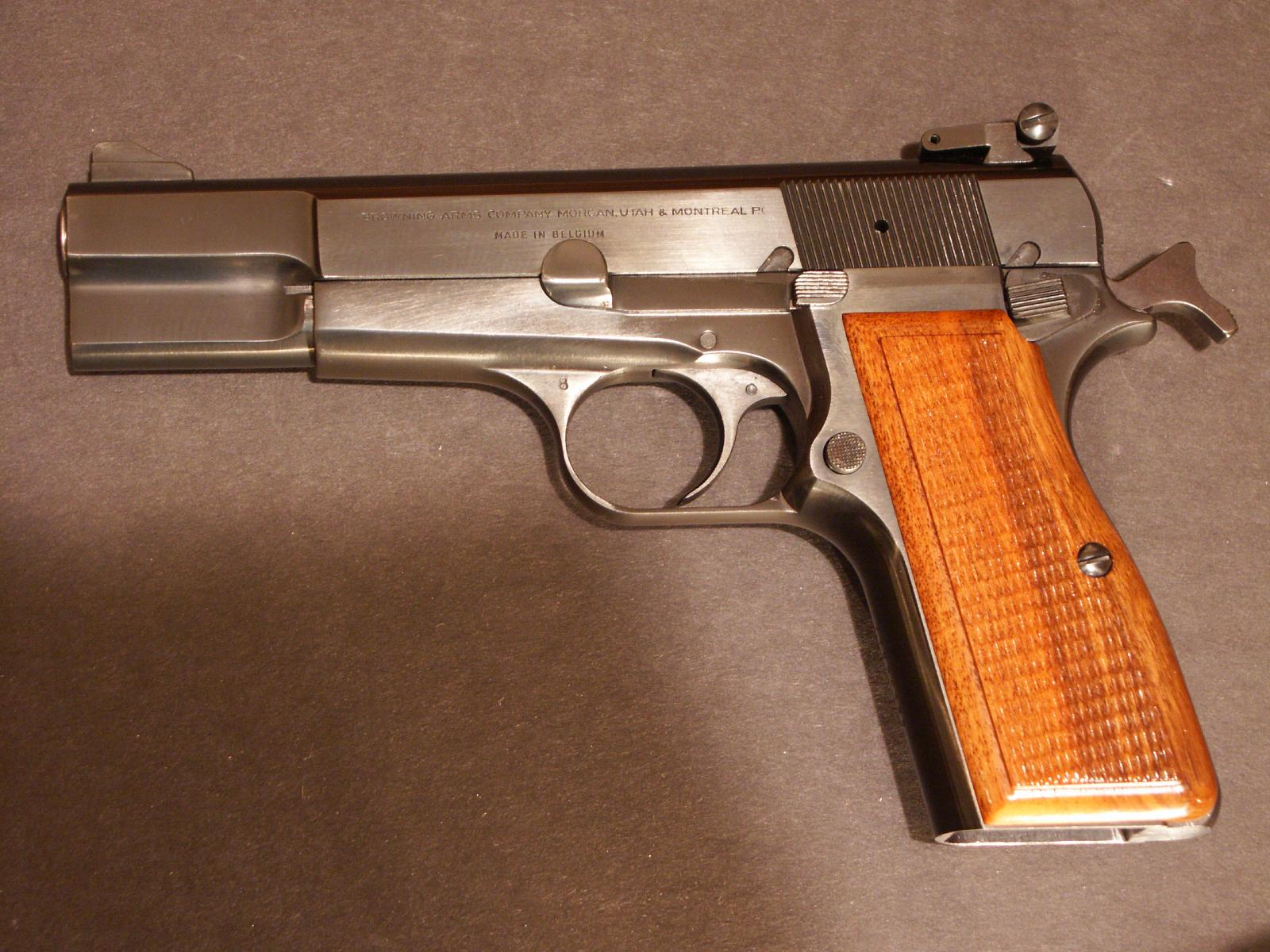
Browning HP 1971

- Colt Model 1903 Pocket Hammer (.38 ACP)
- Colt Model 1903 Pocket Hammerless (.32 ACP)
- Colt Model 1905 (.45 ACP)
- Colt 1911 Colt Model 1908 Vest Pocket (.25 ACP)
- Colt Model 1908 Pocket Hammerless (.380 ACP)
- FN Model 1910
- FN Browning M1899/M1900
- FN Model 1903
- Remington Model 8 (1906), fucile semi automatico

- Winchester Model 1885 fucile a colpo singolo
- Winchester Model 1886 fucile ad azionamento a leva
- Winchester Model 1887 fucile a leva
- Winchester Model 1890 (.22 Long Rifle)
- Winchester Model 1892 fucile a leva
- Winchester Model 1894 fucile a leva
- Winchester Model 1895 fucile a leva
- Winchester Model 1897

### Munizioni

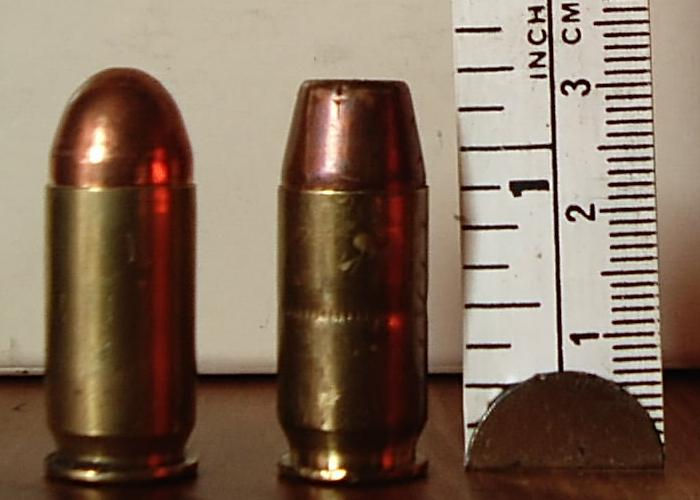
Munizioni calibro .45 ACP

Le munizioni che ha sviluppato sono ancora tra le più utilizzate al mondo. Esse comprendono:
- .25 ACP
- .32 ACP
- 9 mm Browning Long
- .380 ACP
- .45 ACP
- .50 BMG

## Brevetti (parziale)
- (EN)  US220271, United States Patent and Trademark Office, Stati Uniti d'America. Winchester 1885 single-shot rifle, Browning's first patent
- (EN)  US306577, United States Patent and Trademark Office, Stati Uniti d'America. Winchester 1886 and Model 71 lever action rifles
- (EN)  US336287, United States Patent and Trademark Office, Stati Uniti d'America. Winchester Model 1887/1901 lever action shotgun
- (EN)  US385238, United States Patent and Trademark Office, Stati Uniti d'America. Winchester 1890 pump action rifle
- (EN)  US441390, United States Patent and Trademark Office, Stati Uniti d'America. Winchester 1893 and 1897 pump action shotguns
- (EN)  US465339, United States Patent and Trademark Office, Stati Uniti d'America. Winchester 1892 lever action rifle
- (EN)  US524702, United States Patent and Trademark Office, Stati Uniti d'America. Winchester 1894 lever action rifle
- (EN)  US544657, United States Patent and Trademark Office, Stati Uniti d'America. Colt-Browning Model 1895 machine gun
- (EN)  US549345, United States Patent and Trademark Office, Stati Uniti d'America. Winchester 1895 lever action rifle
- (EN)  US580924, United States Patent and Trademark Office, Stati Uniti d'America. Colt 1900 automatic pistol
- (EN)  US632094, United States Patent and Trademark Office, Stati Uniti d'America. Winchester 1900 bolt action single shot .22 rifle
- (EN)  US689283, United States Patent and Trademark Office, Stati Uniti d'America. Browning Auto-5 shotgun, also Remington Model 11 and Savage 720
- (EN)  US659786, United States Patent and Trademark Office, Stati Uniti d'America. Remington Model 8 semi-automatic rifle
- (EN)  US678937, United States Patent and Trademark Office, Stati Uniti d'America. M1917 Browning machine gun
- (EN)  US747585, United States Patent and Trademark Office, Stati Uniti d'America. Colt Model 1903 Pocket Hammerless automatic pistol
- (EN)  US781765, United States Patent and Trademark Office, Stati Uniti d'America. Stevens 520 pump action shotgun
- (EN)  US808003, United States Patent and Trademark Office, Stati Uniti d'America. Colt Model 1905 in .45 ACP (predecessor to the M1911)
- (EN)  US947478, United States Patent and Trademark Office, Stati Uniti d'America. FN Model 1906 and Colt Model 1908 Vest Pocket in .25 ACP
- (EN)  US984519, United States Patent and Trademark Office, Stati Uniti d'America. Colt 1911
- (EN)  US1065341, United States Patent and Trademark Office, Stati Uniti d'America. Browning 22 Semi-Auto rifle and Remington model 24
- (EN)  US1143170, United States Patent and Trademark Office, Stati Uniti d'America. Remington Model 17 and Ithaca 37 pump action shotguns
- (EN)  US1276716, United States Patent and Trademark Office, Stati Uniti d'America. Colt Woodsman
- (EN)  US1293022, United States Patent and Trademark Office, Stati Uniti d'America. Browning Automatic Rifle Model of 1918
- (EN)  US1424553, United States Patent and Trademark Office, Stati Uniti d'America. FN "Trombone" pump action .22 caliber repeater (Rare in USA)
- (EN)  US1525065, United States Patent and Trademark Office, Stati Uniti d'America. 37 mm automatic cannons, M1 and M4
- (EN)  US1578638, United States Patent and Trademark Office, Stati Uniti d'America. Browning Superposed over/under shotgun
- (EN)  US1618510, United States Patent and Trademark Office, Stati Uniti d'America. FN and Browning Hi-Power pistol
- (EN)  US1628226, United States Patent and Trademark Office, Stati Uniti d'America. M2 Browning machine gun in .50 BMG